# Маржела, Мартен
Ма́ртен Марже́ла (Ма́ртен Марже́ла, род. 9 апреля 1957[…], Лёвен, Брабант) — бельгийский модельер, основатель  дома моды Maison Margiela. Считается одним из важнейших представителей деконструктивизма в моде.

## Общая характеристика
Модный дом производит коллекции как от кутюр, так и массовые.  Продукция бренда включает женскую и мужскую одежду, аксессуары, украшения, обувь, парфюмерию, а также предметы декора и интерьера. Дом известен своим деконструктивистским кроем и авангардным подходом к дизайну. Maison Margiela проводит свои показы в нестандартных местах, таких как пустые станции метро или уличные перекрёстки. Лица моделей часто закрывают тканью или длинными волосами. Это позволяет акцентировать внимание зрителей на одежде. Дом Maison Margiela использовал новый принцип и в подборе моделей: их выбирали среди прохожих, отдавая предпочтение людям с нестандартной внешностью. Инновационным было использование ресайклинга, связанного с использованием переработанной одежды. Дом Maison Margiela связан с идеей устойчивой моды и имеет непосредственное отношение к установлению ее принципов. «Maison Martin Margiela» стал публичной компанией в 2002 году, когда был приобретён OTB Group. Мартен Маржела оставил пост креативного директора в 2009 году, в этой роли его в 2014 году заменил Джон Гальяно.
Компания сотрудничала со многими брендами, в числе которых Barneys New York, Converse, G-Shock, Opening Ceremony (англ.), Hermès, H&M, L’Oréal, Swarovski и The North Face, Reebok.

## Мартен Маржела и принцип деконструкции
Работы дома Maison Margiela считаются важнейшим образцом деконструктивизма в моде. Maison Margiela используют крой, который построен на выявлении структуры одежды. «Работы Мартина Маржела были связаны с обращением к основам кроя» — замечает искусствовед Екатерина Васильева.
Модную деконструкцию рассматривают как метод структурного построения костюма, ставший базовой идеологией в костюме последних десятилетий XX века. Одновременно, понятие деконструкции в моде соотносится с условным набором атрибутов: выпущенные наружу швы, подчеркнутые элементы кроя, асимметричное строение одежды. Эти формальные элементы обнаруживают себя в коллекциях Maison Margiela.
Maison Margiela является наиболее важным представителем деконструкции в моде. Его коллекции оцениваются как наиболее показательные и значительные образцы модной деконструкции. Некоторые авторы полагают, что представление о деконструкции в костюме, возможно, сводятся исключительно к имени Мартена Маржела.

## История

#### Формирование и ранний период
Маржела изучал моду в Королевской академии изящных искусств (англ.) в Антверпене, и хотя он окончил учёбу в 1979 году, его часто причисляют к авангардному коллективу модных дизайнеров «Антверпенская шестёрка» (англ. Antwerp Six), выпустившихся в 1980—1981 годах. В 1980-е годы важным источником вдохновения для Маржела был деконструктивизм в философии, моде и архитектуре. Он начал использовать деконструктивистский стиль в 1980-х годах, работая дизайнером в Милане. В 1984 году Маржела становится ассистентом Жан-Поля Готье в Париже, проработав в такой роли до 1987 года.
В 1988 году Маржела основал собственный модный дом, названный по его имени — Maison Martin Margiela, с бизнес-партнёром и дизайнером Дженни Мейренс. Первоначально, работая в квартире в Париже, они открыли свой первый магазин и небольшую студию по адресу Leopoldstraat, 12, Антверпен. New York Magazine в своей статье о бренде написал: «Дизайнеру быстро удалось создать деконструированный образ [с его новым брендом]… Расплывчатый дадаизм, как будто Марсель Дюшан перевоплотился в качестве модельера, Маржела поставил под сомнение устоявшиеся каноны моды и гламура». Журнал Vogue позже написал, что его ранние идеи «спровоцировали шок и интриги» в индустрии моды. Нашитый на одежду лейбл представлял собой белый прямоугольник с чёрным текстом и четырьмя стежками по краям, обозначая таким образом уникальность бренда. Конкретные виды изделий отмечались на лейбле цифрами, причём в произвольном порядке.

#### Первые показы и анонимность
Журнал «New York Magazine» описывал первые показы модного дома как «возможно, более напоминающие арт-постановки, нежели тематические или опереточные шоу, популярные в Париже восьмидесятых»". В 1988 году в Париже Maison Martin Margiela презентовал свою дебютную коллекцию женской одежды для весны 1989 года. Отказываясь выходить для поклонов на своих показах, Маржела стал избегать фотографирования и начал контактировать со всеми медиа через факс для интервью, проходящих коллективно с целой командой дизайнеров модного дома и корреспонденцией, подписываемой «мы». Многие люди из мира моды стали воспринимать анонимность Маржелы как особый пиар-ход, хотя сам бренд Maison Martin Margiela комментировал непубличность своего создателя реакций на чрезмерную коммерциализацию современной моды и попыткой сместить фокус внимания на сами изделия, а не на людей, их производящих. Из-за такой позиции пресса окрестила Мартена Маржела «Гретой Гарбо в мире моды» благодаря их схожей философии непубличной жизни.

#### Продажа компании OTB Group
В 1998 году Maison Martin Margiela дебютировал с мужской линией одежды, получившей на бирке номер 10. Сам Мартен Маржела контролировал производство женской одежды французского модного дома Hermès с 1997 года до 2003 года с командой дизайнеров, работающих под начальством директора Hermès Жана-Луи Дюма (англ.). После выхода на биржу в 2002 году, контрольный пакет акций компании Maison Martin Margiela был приобретён OTB Group, холдингом под управлением Ренцо Россо, в собственности которого также находится итальянский бренд одежды Diesel. В декабре 2004 года, Maison Martin Margiela переехала в новый офис в здание бывшего монастыря XVIII века 11-м округе Парижа. Весь интерьер головного офиса и вся мебель были полностью окрашены в белый цвет с применением эмульсии, придавая интерьеру состаренный вид. В дополнение к белой обстановке, все сотрудники должны носить белые халаты (фр. blouse blanche), а также белые пальто, традиционно носимые дизайнерами одежды от-кутюр. Белые пальто — это дань истории и особая эстетика уравнивания, когда все работники, независимо от должности, одеты одинаково.

#### Уход из собственного бренда
В октябре 2009 года было объявлено, что Мартен Маржела покидает должность креативного директора Maison Martin Margiela, что вызвало волну слухов и спекуляций о причине ухода. После ухода Маржела, дизайнерская команда продолжила выпуск одежды без креативного директора во главе. Исполнительный директор Жованни Панджетти заявил: «Мы по-прежнему хотим оставаться авангардным и провокационным брендом, но теперь без креативного директора. Это своеобразный вызов для нас. Мы понимаем это. Возможно, мы будем совершать ошибки, но самое важное это потом научиться на них». После ухода основателя бренд сменил название на «Maison Margiela».

## Основные коллекции

#### Нумерация основных линий
Maison Margiela присваивает каждой линейке своей продукции номер от 0 до 23 как определённую ссылку, без какого-либо хронологического порядка. Например, украшения имеют номер (12), обувь (22), очки (8), бижутерия (13) и парфюмерия (3). Официальной стратегией компании является не иметь приверженности к определённым модным течениям.

#### Специфика коллекций
Maison Margiela известен деконструктивистскими принципами своих коллекций, а также, например, открытыми швами или оверсайз-моделями одежды. Другой деконструктивистский прием, который использует Maison Margiela, включает применение традиционных тканевых подкладок в качестве внешних слоев одежды. Дебютная для лейбла женская коллекция одежды 1988 года была рецензирована в The Independent как «фартук мясника, переделанный в соблазнительное вечернее платье» Другая работа с нетрадиционными материалами включала одежду, изготовленную из пластиковых мешков или вешалок из проволочного покрытия, брючные костюмы, сшитые из старой одежды 1970-х годов и украшения из цветного льда, так что одежда окрашивалась по мере его таяния.
Впервые показанные в 1989 году и представленные в 1992-м, одно из самых узнаваемых изделий бренда, обувь Таби, интерпретация традиционного японского носка с выделенным большим пальцем. В 1994 году Maison Margiela с вещами первого периода, с линией «завершённых репродукций», после составления предыдущей коллекции целиком из своих архивных записей. Maison Margiela с мужской коллекцией одежды в 1998 году, известной впоследствии как «линия 10».

#### Сотрудничество с Hermès
Мартин Маржела был креативным директором отдела женской одежды французского модного дома Hermès с 1997 года по 2003 год, а команда дизайнеров из Maison Martin Margiela выпускала дважды в год линейку одежды для магазина Hermès на Рю Сен-Оноре (фр.) в Париже. The Independent назвала коллекции «недооценёнными» с бесформенным мужским пошивом и неаккуратными чёрными вечерними платьями. New York Magazine описал коллекции как «спокойные исследования роскоши, сосредоточенные на классической одежде с тонкими и мастерскими изгибами». Maison Martin Margiela выпустила свою первую коллекция высокой моды в 2006 году.

#### Ювелирные линии и парфюмерия
В ноябре 2008 года бренд запустил небольшую коллекцию ювелирных украшений и очков.

## Маржела и кино
В августе 2020 года вышел документальный фильм о Мартене Маржела — «Маржела: своими словами» (Martin Margiela: In His Own Words), режиссёр Райнер Хольцемер.

## Произношение
Существует две версии произношения имени дизайнера: М́а́ртен Мар(д)же́ла и Марта́н Маржела́ во французском варианте. Многочисленные интервью дизайнеров, международных экспертов моды, сотрудников  Maison Martin Margiela допускают первый вариант как корректный.